# 德广郡
德广郡，中国南北朝时设置的郡。
南梁置，治所在今湖北省宜城市东。属雍州。治所略阳县（刘宋侨置县，西魏时改名上洪县）。辖境不详。隋朝开皇三年（583年）废。 